# Kenneth B. Eisenthal
Kenneth B. Eisenthal (* 23. März 1933 in New York City; † März 2024) war ein US-amerikanischer Physikochemiker.

## Leben und Wirken
Eisenthal studierte an der Harvard University, wo er den M.A. in Physik und den Ph.D. auf dem Gebiet der Chemischen Physik erwarb. Betreuer seiner Doktorarbeit war Marshall Fixman. Anschließend ging er als Postdoc an das Chemistry Department der University of California in Los Angeles (UCLA). Hier sammelte er in der Forschungsgruppe von Mostafa El-Sayed Erfahrungen in der Molekülspektroskopie. 1965 publizierte er mit El-Sayed seine erste Arbeit auf diesem Gebiet. Nach dem Aufenthalt an der UCLA ging er kurzzeitig zu einem Luftfahrtunternehmen und dann zum IBM Almaden Research Center, wo er in der Chemical Physics Group forschte. Die Anwendung von Lasern in der Chemie (Laserchemie) wurde hier sein Hauptarbeitsgebiet. Mit der Entwicklung des Pikosekundenlasers in den späten 1960er Jahren eröffneten sich neue Möglichkeiten zur Messung molekularer Relaxationsprozesse. Eisenthal leistete wichtige Beiträge auf dem seinerzeit neuen Gebiet der Pikosekunden-Laserspektroskopie. 1975 wechselte er an die Columbia University, wo er eine Professur erhielt (Mark Hyman Professor of Chemistry). An der Columbia University machte er zunächst grundlegende Untersuchungen über freie Elektronen in Wasser, zur Photochemie von Carbenen und zu anderen photochemischen Prozessen (Photoisomerisierung), bevor sich seine Forschungsaktivitäten auf die Anwendung von Lasern zur Untersuchung der Gleichgewichts- und der dynamischen Eigenschaften von Molekülen an Flüssigkeitsgrenzflächen und an Festkörpergrenzflächen konzentrierten.
Eisenthal veröffentlichte mehr als 200 wissenschaftliche Aufsätze. Zu seinen Koautoren gehörte unter anderen Nicholas Turro. Eisenthal erhielt zahlreiche Auszeichnungen und Ehrungen. 1984 war er Guggenheim-Stipendiat. 1986 wurde er Fellow der American Physical Society. Von der American Chemical Society wurde er 1998 mit dem Arthur W. Adamson Award, 2006 mit dem Joel Henry Hildebrand Award und 2014 mit dem ACS Award in Colloid Chemistry ausgezeichnet. Im Jahr 2000 wurde er zum Mitglied der National Academy of Sciences gewählt.

## Schriften (Auswahl)
- D. H. Auston, K. B. Eisenthal (Hrsg.): Ultrafast Phenomena IV (= Springer Series in Chemical Physics. Band 38). Springer, Berlin, Heidelberg, New York, Tokyo 1984, ISBN 978-3-642-82380-0, doi:10.1007/978-3-642-82378-7.
- Kenneth B. Eisenthal: Equilibrium and dynamic processes at interfaces by second harmonic and sum frequency generation. In: Annual Review of Physical Chemistry. Band 43, 1992, S. 627–661.